# Guerra na Pré-História
Guerra na pré-história refere-se a conflitos entre sociedades sem história documentada.
A existência e a definição de guerra no estado de natureza da humanidade têm sido temas controversos na história das ideias, pelo menos desde que Thomas Hobbes, em sua obra Leviatã (1651), defendeu a ideia de uma "guerra de todos contra todos", visão diretamente contestada por Jean-Jacques Rousseau em Discurso sobre a Origem e os Fundamentos da Desigualdade entre os Homens (1755) e Do Contrato Social (1762). O debate sobre a natureza humana continua, abrangendo disciplinas como antropologia, arqueologia, etnografia, história, ciência política, psicologia, primatologia e filosofia, em obras distintas como War in Human Civilization, de Azar Gat [en], e Warless Societies and the Origin of War, de Raymond C. Kelly [en]. Para os fins deste artigo, "guerra pré-histórica" será definida de forma ampla como um estado de agressão letal organizada entre comunidades pré-literadas autônomas.

## Paleolítico

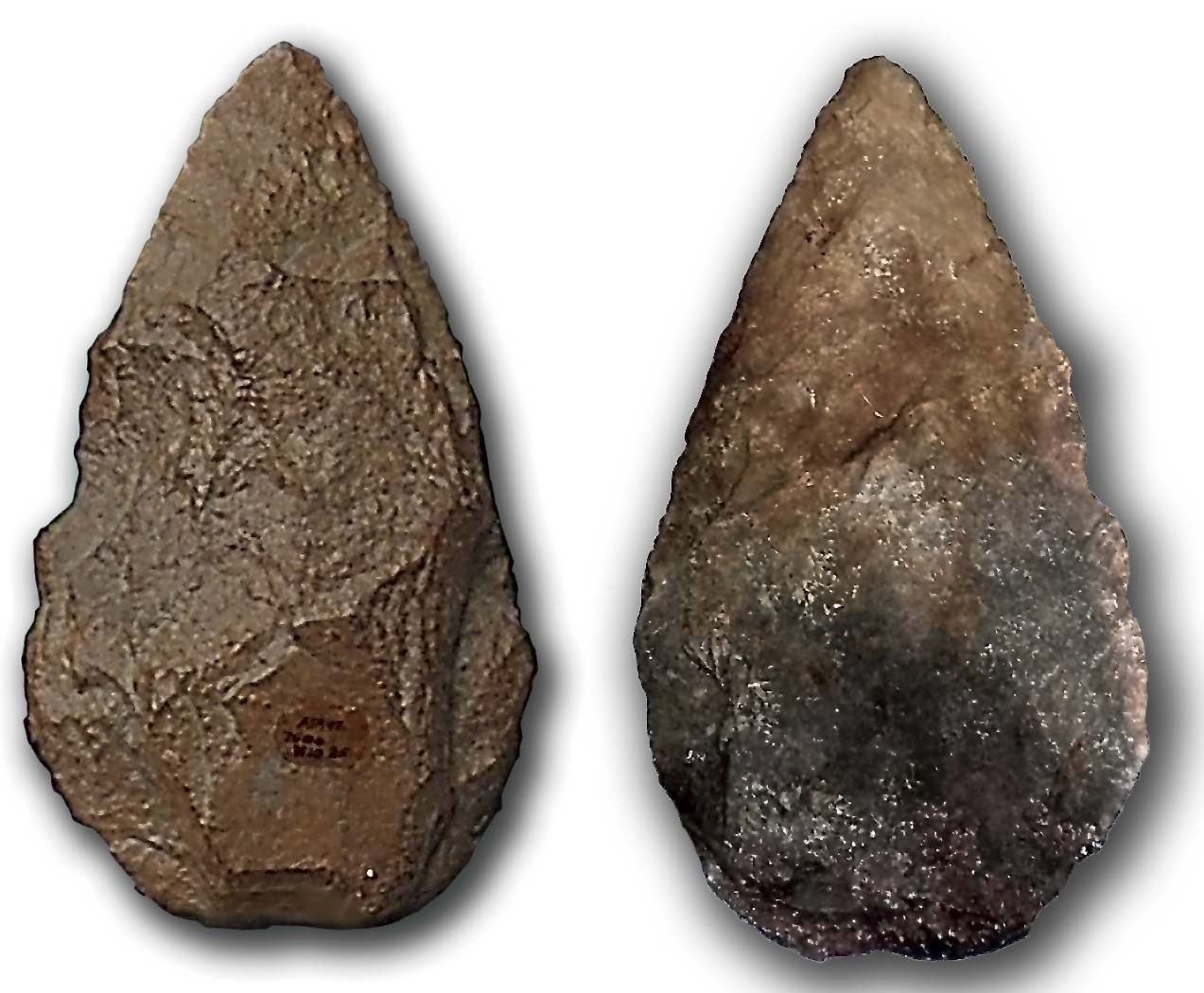
Machado de mão de quartzito

Alguns cientistas argumentam que os seres humanos têm uma predisposição para a violência. Chimpanzés, os grandes primatas geneticamente mais próximos dos humanos, são conhecidos por travarem guerras por territórios e recursos.
De acordo com o antropólogo cultural e etnógrafo Raymond C. Kelly, a densidade populacional das primeiras sociedades de caçadores-coletores de Homo erectus era provavelmente baixa o suficiente para evitar conflitos armados. O desenvolvimento da lança de arremesso e técnicas de caça por emboscada exigia cooperação, tornando a violência entre grupos de caça muito custosa. A necessidade de evitar competição por recursos, mantendo baixa densidade populacional, pode ter acelerado a migração de H. erectus para fora da África [en] há cerca de 1,8 milhão de anos, como consequência natural da evasão de conflitos.
Hipóteses sugerem que a violência genocida pode ter causado a extinção [en] dos Neandertais, conforme proposto por autores como Jared Diamond  e Ronald Wright [en]. A ideia de que humanos modernos substituíram violentamente os Neandertais foi proposta pela primeira vez pelo paleontólogo francês Marcellin Boule em 1912. No entanto, outros estudiosos apresentam teorias alternativas para a extinção dos Neandertais, e não há consenso claro na comunidade científica atual sobre a causa.
Raymond C. Kelly acredita que esse período de "ausência de guerras no Paleolítico" persistiu até bem depois do surgimento do Homo sapiens, há cerca de 315.000 anos, terminando apenas com mudanças econômicas e sociais associadas ao sedentarismo, quando novas condições incentivaram ataques organizados a assentamentos.
Nenhuma das numerosas pinturas rupestres do Paleolítico Superior retrata explicitamente pessoas atacando outras pessoas, mas há representações de seres humanos perfurados por flechas, tanto do período Aurignaciano-Perigordiano [en] (cerca de 30.000 anos) quanto do início do Magdaleniano (cerca de 17.000 anos), possivelmente representando "confrontos espontâneos por recursos de caça" em que invasores hostis foram mortos. Outras interpretações, como pena capital, sacrifício humano, assassinato ou guerra sistemática, não podem ser descartadas.
Também foi sugerido que a falta de evidências de guerras no Paleolítico se deve a diferenças na arqueologia, resultando em menor probabilidade de evidências sobreviverem para análise em comparação com outras eras. Como os humanos paleolíticos viviam em pequenos bandos móveis, com baixa densidade populacional e estruturas menos duráveis, e considerando a maior antiguidade, a probabilidade de encontrar evidências claras é menor, e essas evidências podem ter se deteriorado até os dias atuais. Além disso, os humanos começaram a enterrar seus mortos há apenas 150.000 anos, e nem todas as culturas o faziam (algumas preferiam cremação ou exposição), limitando os restos que podem ser encontrados. A ausência de fortificações pode ser explicada pelo fato de que seriam ineficientes para uma sociedade predominantemente nômade que permanecia pouco tempo em um mesmo lugar. Kissel et al. argumentam que, embora a escassez geral de evidências sugira que a guerra pode não ter sido comum, isso não sustenta a hipótese de que a guerra estava ausente.

## Epipaleolítico
O registro arqueológico mais antigo de um possível massacre pré-histórico está no sítio de Jebel Sahaba, perpetrado contra uma população associada à cultura de Quada, no extremo norte do Sudão. O cemitério contém um grande número de esqueletos, com idades entre 13.000 e 14.000 anos, sendo que 24 dos 59 esqueletos apresentam ponta de flechas incrustadas, indicando que podem ter sido vítimas de guerra. Observou-se que a violência, se datada corretamente, provavelmente ocorreu após uma crise ecológica local. Inicialmente, acreditava-se que Jebel Sahaba era o local de uma batalha singular. No entanto, a reexaminação dos restos superou essa tese. A coexistência de lesões cicatrizadas e não cicatrizadas entre 41 indivíduos apoia fortemente a ocorrência de violência esporádica e recorrente entre grupos sociais do vale do Nilo.
No sítio de Nataruk [en], em Turkana, Quênia, numerosos restos humanos de 10.000 anos foram encontrados com possíveis evidências de traumatismos graves, incluindo lâminas de obsidiana incrustadas nos esqueletos, que teriam sido letais. De acordo com o estudo original, publicado em janeiro de 2016, a região era um "litoral fértil de lago que sustentava uma população significativa de caçadores-coletores", onde cerâmicas foram encontradas, sugerindo armazenamento de alimentos e sedentarismo. O relatório inicial concluiu que os corpos em Nataruk não foram enterrados, mas preservados nas posições em que os indivíduos morreram, à beira de uma lagoa. No entanto, evidências de traumatismo craniano por força bruta e a ausência de sepultamento foram questionadas, lançando dúvidas sobre a afirmação de que o sítio representa violência intragrupo precoce.
A arte rupestre mais antiga que retrata atos de violência entre caçadores-coletores no norte da Austrália foi datada, de forma tentativa, em 10.000 anos.

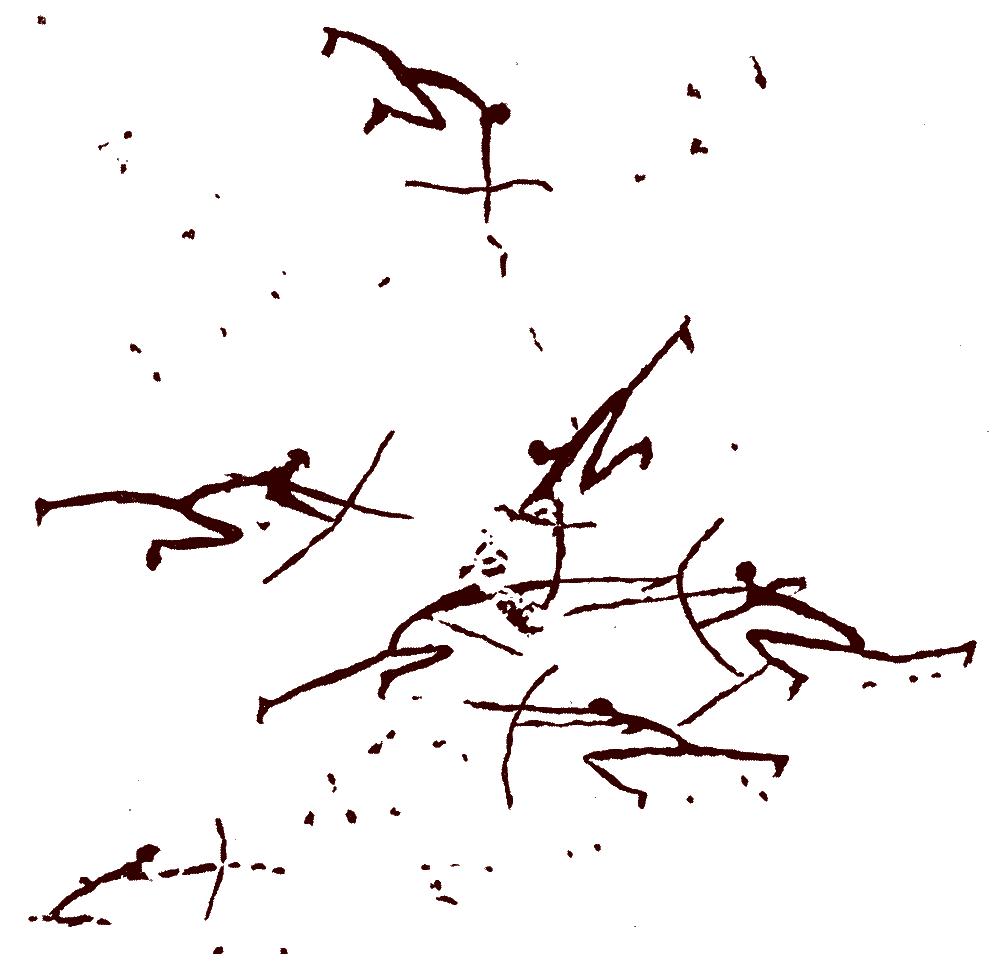
Pintura rupestre de uma batalha entre arqueiros, Morella la Vella, Espanha.

As evidências mais antigas e limitadas de guerra na Europa Mesolítica também datam de cerca de 10.000 anos, e os episódios de guerra parecem permanecer "localizados e temporariamente restritos" durante o Mesolítico Tardio ao Neolítico Inicial na Europa. A arte rupestre ibérica do Mesolítico mostra cenas explícitas de batalhas entre grupos de arqueiros. Um grupo de três arqueiros cercado por quatro é encontrado em Cova del Roure, Morella la Vella, Castellón, Valência. Uma representação de uma batalha maior (que pode, no entanto, datar do Neolítico Inicial), na qual onze arqueiros são atacados por dezessete arqueiros correndo, está em Les Dogue, Ares del Maestre, Castellón, Valência. Em Val del Charco del Agua Amarga, Alcañiz, Aragão, sete arqueiros com plumas na cabeça fogem de um grupo de oito arqueiros em perseguição.
A guerra inicial foi influenciada pelo desenvolvimento de arcos, maças e fundas. O arco parece ter sido a arma mais importante na guerra inicial, pois permitia ataques com muito menos risco ao atacante em comparação com o combate corpo a corpo. Embora não haja pinturas rupestres de batalhas entre homens armados com clavas, o desenvolvimento do arco coincide com as primeiras representações conhecidas de guerra organizada, consistindo em ilustrações claras de dois ou mais grupos de homens atacando uns aos outros. Essas figuras estão dispostas em linhas e colunas, com um líder distintamente vestido à frente. Algumas pinturas retratam até táticas militares ainda reconhecíveis, como flanqueamentos e envelopamentos [en]. No entanto, também foi argumentado que essas pinturas devem ser interpretadas com cautela, pois não é evidente que as culturas que as criaram pretendiam retratar eventos reais ou se tinham um significado simbólico ou outro.

## Neolítico
A guerra sistemática parece ter sido uma consequência direta do sedentarismo, que se desenvolveu após a revolução neolítica. Um exemplo importante é o massacre do Poço da Morte de Talheim (perto de Heilbronn, Alemanha), datado do início do Neolítico europeu, em 5500 a.C. A análise dos esqueletos neolíticos encontrados na Vala da Morte de Talheim sugere que homens pré-históricos de tribos vizinhas estavam dispostos a lutar brutalmente e matar uns aos outros para capturar e assegurar mulheres. Os pesquisadores descobriram que havia mulheres entre os esqueletos de imigrantes, mas no grupo local de esqueletos havia apenas homens e crianças. Eles concluíram que a ausência de mulheres entre os esqueletos locais indicava que elas eram consideradas especiais, sendo poupadas da execução e capturadas em vez disso. A captura de mulheres pode ter sido, de fato, o principal motivo para o conflito feroz entre os homens.

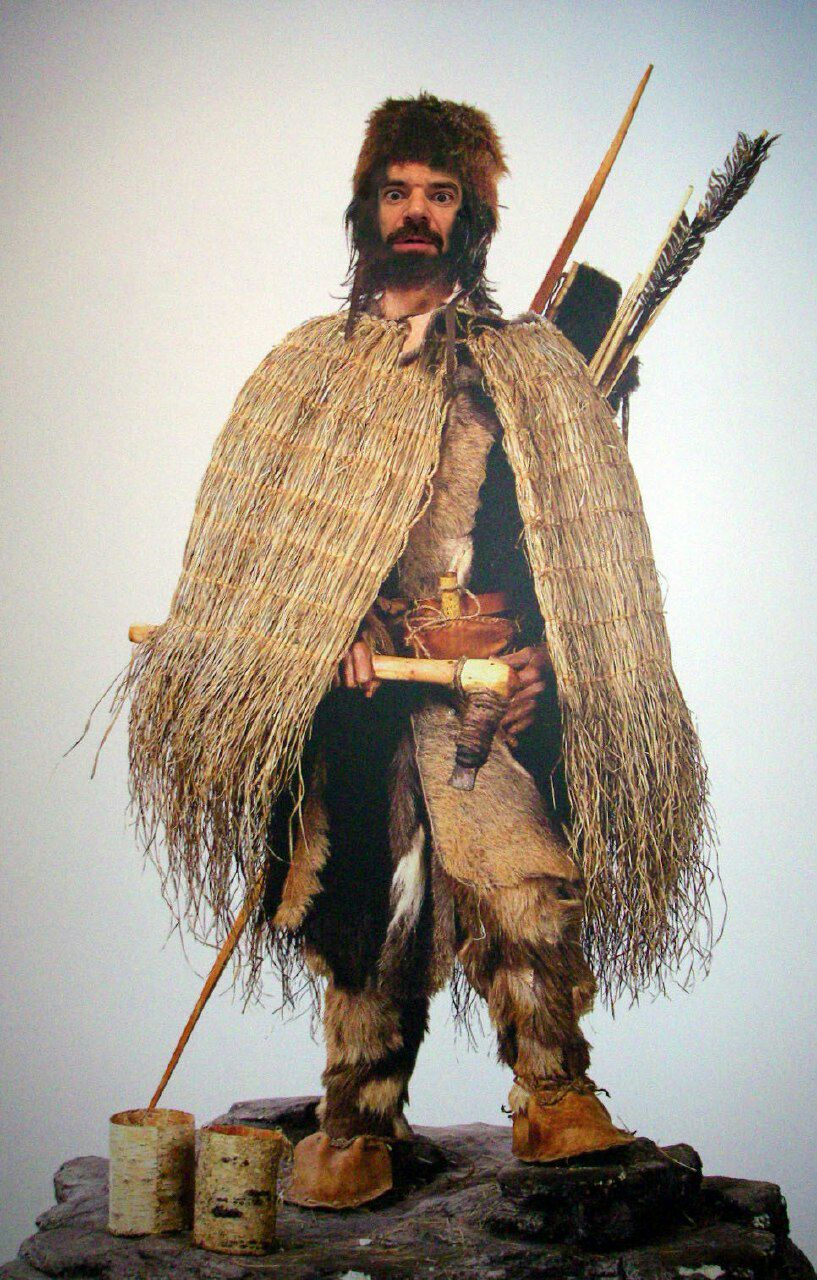
Um homem Neolítico da Europa carregando um arco, uma aljava de flechas e um machado de cobre.

Outras especulações sobre os motivos da violência entre os assentamentos da Cultura de Cerâmica Linear [en] no Neolítico europeu [en] incluem vingança, conflitos por terras e recursos, e sequestro de escravos. Algumas dessas teorias relacionadas à escassez de recursos são apoiadas pela descoberta de que várias fortificações que delimitavam áreas habitadas por indígenas parecem não ter sido usadas por muito tempo. Um sítio de sepultamento em massa em Schletz também era fortificado, o que serve como evidência de conflito violento entre tribos e indica que essas fortificações foram construídas como defesa contra agressores. O massacre de Schletz [en] ocorreu ao mesmo tempo que o massacre de Talheim e outros massacres. Mais de 200 pessoas neolíticas foram mortas durante o massacre na área de assentamento da Cerâmica Linear de Schletz, há 7.000 anos.
Mais recentemente, um sítio semelhante foi descoberto em Schöneck-Kilianstädten, com os restos das vítimas mostrando "um padrão de mutilação intencional". Embora a presença de tais sítios de massacre no contexto do Neolítico Inicial Europeu seja indiscutível, definições divergentes de "guerra propriamente dita" (ou seja, campanhas planejadas sancionadas pela sociedade, em oposição a massacres espontâneos) geraram debates acadêmicos sobre a existência de guerra no sentido estrito antes do desenvolvimento de cidades-estado na arqueologia do século XX. Na síntese de Heath (2017), a arqueologia acumulada torna "cada vez mais difícil" argumentar pela ausência de guerra organizada no Neolítico Europeu.
Bioarqueólogos descobriram, a partir dos restos esqueléticos de mais de 2.300 agricultores iniciais de 180 sítios no noroeste da Europa, entre 8.000 e 4.000 anos atrás, que mais de um em cada dez sofreu ferimentos por armas.
Durante o período de expansão dos grupos de caçadores-coletores associados à cultura da Pitted Ware [en] no sul da Escandinávia, os agricultores da cultura dos vasos de funil [en] construíram várias paliçadas defensivas, o que pode indicar que os dois povos estavam em conflito. Há evidências arqueológicas de altos níveis de violência entre os povos da Cultura da Cerâmica com Furos.
O Homem de Kennewick, um homem paleoamericano pré-histórico de 8.500 anos, e Ötzi, que viveu e morreu nos Alpes europeus há cerca de 5.200 anos, provavelmente foram mortos em conflitos bélicos.
A guerra na América do Norte pré-colombiana serviu como um comparativo importante no estudo arqueológico de evidências indiretas de guerra no Neolítico. Um exemplo notável é o massacre no sítio de Crow Creek [en] em Dakota do Sul (século XIV).

## Calcolítico à Idade do Bronze

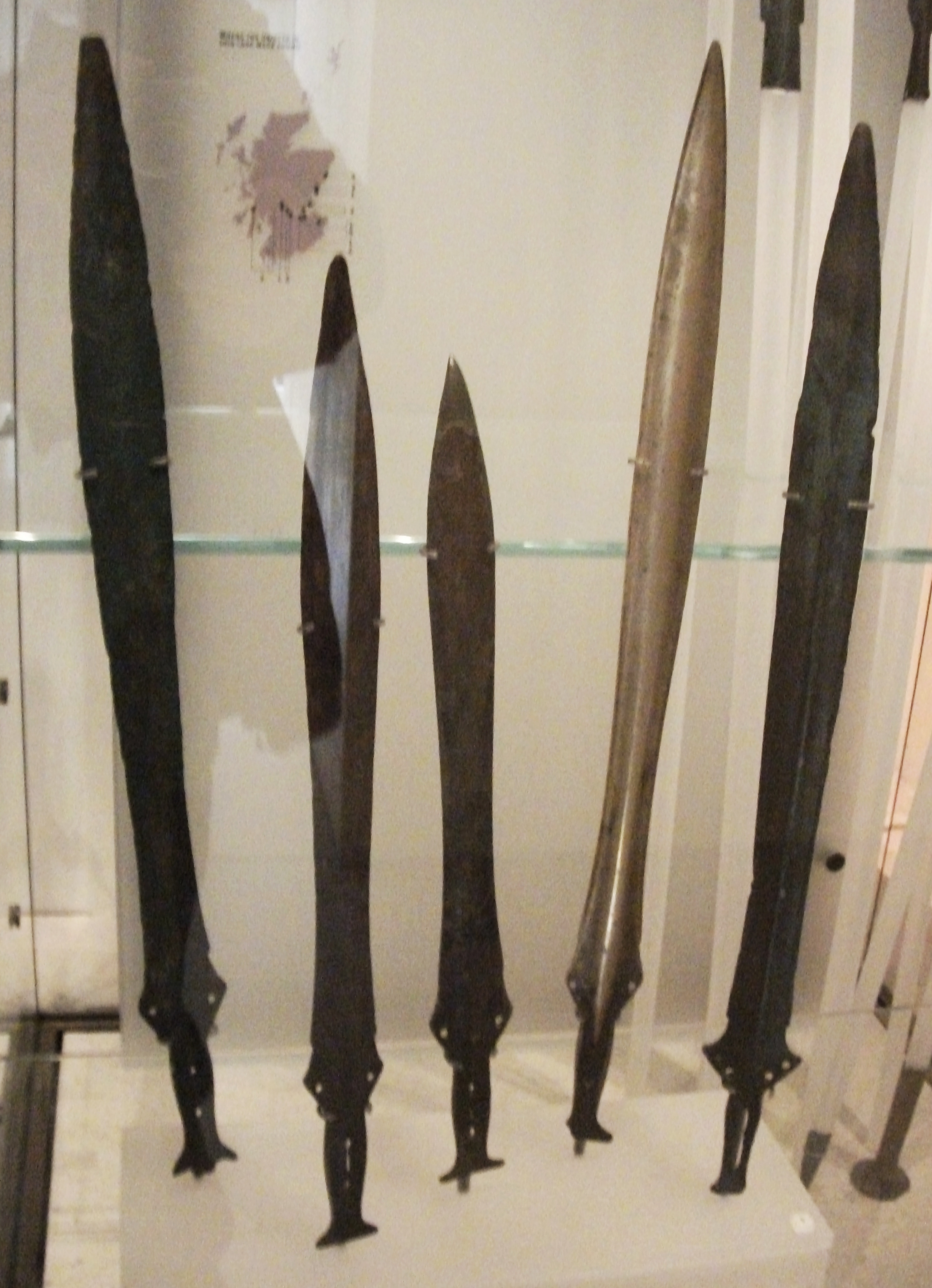
Espadas de bronze do Museu Nacional da Escócia.

O início do Calcolítico (Idade do Cobre) viu a introdução de armas de cobre. A guerra organizada entre as primeiras cidades-estado existia por volta de meados do quinto milênio a.C. Escavações em Mersim, Anatólia, mostram a presença de fortificações e alojamentos de soldados por volta de 4300 a.C.
Trabalhos de escavação realizados em 2005 e 2006 revelaram que Hamoukar foi destruída por guerra por volta de 3500 a.C. — provavelmente a guerra urbana mais antiga atestada até agora no registro arqueológico do Oriente Próximo. Escavações continuadas em 2008 e 2010 expandiram essas descobertas.
Evidências arqueológicas sugerem que a sociedade Abashevo [en], falante de proto-indo-iraniano, era intensamente belicosa. Sepulturas em massa revelam que batalhas intertribais envolviam centenas de guerreiros de ambos os lados. A guerra parece ter sido mais frequente no período tardio de Abashevo, e foi nesse ambiente turbulento que a cultura Sintashta emergiu. A disseminação de carruagems com rodas de raios foi estreitamente associada às migrações iniciais indo-iranianas. As carruagens mais antigas conhecidas foram encontradas em sítios de sepultamento da Cultura Sintashta, considerada uma forte candidata para a origem dessa tecnologia, que se espalhou pelo Velho Mundo e desempenhou um papel importante na guerra antiga.
Conquistas militares expandiram cidades-estado sob controle egípcio. Babilônia e, mais tarde, Assíria construíram impérios na Mesopotâmia, enquanto o Império Hitita governou grande parte da Anatólia. Carruagens aparecem no século XX a.C., tornando-se centrais para a guerra no Antigo Oriente Próximo a partir do século XVII a.C. As invasões dos Hicsos e Cassitas marcam a transição para a Idade do Bronze Tardio. Amósis I derrotou os Hicsos e restabeleceu o controle egípcio sobre Núbia e Canaã, territórios novamente defendidos por Ramsés II na Batalha de Cades, a maior batalha de carruagens da história. As invasões dos Povos do Mar e a desintegração renovada do Egito no Terceiro Período Intermediário marcam o fim da Idade do Bronze.
O campo de batalha do vale do Tollense [en] é a evidência mais antiga de uma batalha em grande escala na Europa. Mais de 4.000 guerreiros da Europa Central lutaram em uma batalha no local no século XIII a.C.
Os gregos micênicos (c. 1600) investiram no desenvolvimento de infraestrutura militar [en], enquanto a produção e logística militares eram supervisionadas diretamente pelos centros palaciais. A peça mais identificável da armadura micênica era o capacete de presas de javali. Em geral, a maioria das características da panóplia de hoplita da antiguidade grega clássica já era conhecida na Grécia Micênica.

Invasões, destruição e possíveis movimentos populacionais durante o Colapso da Idade do Bronze, começando c. 1200 a.C.

O Colapso da Idade do Bronze foi um período de amplo colapso social durante o século XII a.C., entre c. 1200 e 1150. Foi súbito, violento e culturalmente disruptivo para muitas civilizações da Idade do Bronze, trazendo um declínio econômico acentuado para as potências regionais, notadamente introduzindo o Período homérico. O historiador Robert Drews argumenta que o aparecimento de infantaria em massa, usando armas e armaduras recém-desenvolvidas, como pontas de lança fundidas em vez de forjadas, espadas longas [en], uma arma revolucionária de corte e perfuração, e lanças de arremessos, desestabilizou estados baseados no uso de carruagens pela classe dominante. Tais armas, nas mãos de grandes números de "escaramuçadores correndo", que podiam enxamear e abater um exército de carruagens, precipitariam um colapso social abrupto, à medida que invasores começavam a conquistar, saquear e queimar cidades.
A Idade do Bronze na China abrange períodos proto-históricos e históricos. Batalhas utilizando infantaria a pé e em carruagens ocorriam regularmente entre potências na Planície do Norte da China. As sepulturas em Mogou, no Condado de Lintan [en], Gansu, revelaram um alto nível de violência na cultura Qijia [en]. Sacrifícios humanos na Cultura Qijia também foram documentados.

## Idade do Ferro
Eventos da Idade do Ferro Inicial, como a invasão dórica, o colonialismo grego e suas interações com forças fenícias e etruscas, situam-se no período pré-histórico. Sociedades guerreiras germânicas do Período de Migrações se engajaram em guerra endêmica (ver também pântano de Thorsberg [en] e Illerup Ådal [en]). A guerra anglo-saxônica [en] está na fronteira da historicidade, com seu estudo dependendo principalmente da arqueologia, auxiliada por relatos escritos fragmentários.
Existem cerca de 3.300 estruturas classificadas como castro ou "recintos defendidos" semelhantes na Grã-Bretanha. Os castros britânicos [en] são conhecidos desde a Idade do Bronze, mas o grande período de construção de fortes de colina ocorreu durante a Idade do Ferro Britânica [en], entre 700 a.C. e a conquista romana da Grã-Bretanha em 43 d.C. A razão para o surgimento dos fortes de colina na Grã-Bretanha e seu propósito têm sido objeto de debate. Argumenta-se que eles podem ter sido sítios militares construídos em resposta a invasões da Europa continental, sítios construídos por invasores ou uma reação militar às tensões sociais causadas pelo aumento da população e a consequente pressão sobre a agricultura.

## Guerra endêmica

As porcentagens de homens mortos em guerras em oito sociedades tribais. (Lawrence H. Keeley, en)

Em culturas belicosas, a guerra é frequentemente ritualizada com vários tabus e práticas que limitam o número de vítimas e a duração do conflito. Esse tipo de situação é conhecido como guerra endêmica. Entre sociedades tribais que praticam guerra endêmica, o conflito pode escalar para guerra real ocasionalmente por razões como disputas por recursos ou por motivos não facilmente compreensíveis.
A guerra é conhecida por todas as sociedades tribais, mas algumas desenvolveram uma ênfase particular na formação de uma cultura de guerreiro (como os Nueres do Sudão do Sul, os Maoris da Nova Zelândia, os Danis de Papua, e os Ianomâmis (apelidados de "o Povo Feroz") da Amazônia). A cultura de guerra intertribal está presente há muito tempo na Nova Guiné.